# Ivor Grattan-Guinness
Ivor Grattan-Guinness (Bakewell, 23 giugno 1941 – 12 dicembre 2014) è stato uno storico della matematica e della logica britannico.
È stato socio dell'Institute for Advanced Study di Princeton e membro della Academie Internationale d'Histoire des Sciences.
Dal 1974 al 1981 è stato editor del periodico di storia della scienza "Annals of Science".
Nel 1979 ha fondato il periodico "History and Philosophy of Logic", del quale è stato editor fino al 1992.
È stato associate editor di "Historia Mathematica" per vent'anni, dalla sua nascita nel 1974, e ancora successivamente dal 1996.
L'attività di Grattan-Guinness tocca tutti i periodi storici, ma egli si è interessato soprattutto di Euclide, dello sviluppo del calcolo infinitesimale e dell'analisi matematica e delle loro applicazioni alla meccanica e alla fisica matematica, e dell'emergere della teoria degli insiemi e della logica matematica. Egli si è specialmente interessato nel caratterizzare come i pensatori del passato molto lontani da noi sul piano temporale vedano le loro scoperte con occhi differenti da quelli con cui noi le vediamo oggi; egli ha anche enfatizzato l'importanza dell'ignoranza come nozione epistemologica per la suddetta caratterizzazione. Grattan-Guinness ha sviluppato una estesa ricerca sulle fonti originali, grazie alla sua conoscenza di alcune delle principali lingue europee.

## Pubblicazioni principali

### Opere
- 1970. The Development of the Foundations of Mathematical Analysis from Euler to Riemann. MIT Press (1970).
- 1972. Joseph Fourier 1768-1830 (in collaborazione con J.R. Ravetz). MIT Press (1972).
- 1977. Dear Russell - Dear Jourdain. Duckworth (1977).
- 1980. From the Calculus to Set Theory, 1630-1910: An Introductory History. Duckworth (1980).
- 1990. Convolutions in French Mathematics, 1800-1840, in 3 Vols. Birkhauser (1990)
- 1997. The Rainbow of Mathematics: A History of the Mathematical Sciences. Fontana (1997), ISBN 978-000-686179-9 (pbk). W.W. Norton and Company (1999), ISBN 978-0393-04650-2 (hbk), ISBN 0-393-32030-8 (pbk).
- 2000. The Search for Mathematical Roots 1870-1940: Logics, Set Theories, and the Foundations of Mathematics from Cantor through Russell to Gödel. Princeton University Press. ISBN 0-691-05858-X. (con ampia bibliografia)..

L'ultimo libro citato è uno studio approfondito e un po' dissacrante dello sviluppo della logica matematica nel corso del cruciale periodo 1870-1940. Il tema centrale del libro è l'emergere del logicismo, per merito degli sforzi di Gottlob Frege, Bertrand Russell e Alfred North Whitehead e il suo crepuscolo dovuto a Kurt Gödel. Interi capitoli sono dedicati all'emergere della logica algebrica nel Regno Unito del XIX secolo, a Georg Cantor e all'emergere della teoria degli insiemi e della logica matematica in Germania raccontato in un modo che sminuisce l'importanza di Frege e quella di Peano e dei suoi seguaci. Seguono quattro capitoli dedicati alle idee del giovane Bertrand Russell, alla stesura dei Principia Mathematica e alla disomogenea accoglienza delle sue idee e dei suoi metodi incontrati nel  periodo 1910-40. Il libro inoltre tocca brevemente la nascita della teoria dei modelli, quella della teoria della dimostrazione e l'emergere della ricerca statunitense sui fondamenti della matematica, specialmente per opera di Eliakim Hastings Moore e dei suoi allievi, dei cultori della teoria dei postulati e di Willard Van Orman Quine. La logica polacca viene spesso menzionata, ma non è trattata sistematicamente. Il libro costituisce un contributo anche per la storia della filosofia, non solo per la storia della matematica.

### Libri di cui è stato curatore
- 2000. From the Calculus to Set Theory 1630-1910: An Introductory History.  Princeton University Press. ISBN 0-691-07082-2.
- 2003. Companion Encyclopedia of the History and Philosophy of the Mathematical Sciences, 2 vols.  Johns Hopkins University Press. ISBN 0801873967
- 2005. Landmark Writings in Western Mathematics. Elsevier.

### Articoli
- 2002. "A Sideways Look at Hilbert's Twenty-Three Problems of 1900," Notices of the American Mathematical Society 47: 752-57.
- 2008. "Foundations of Mathematics and Logicism," in Michel Weber and Will Desmond (eds.), Handbook of Whiteheadian Process Thought, Frankfurt / Lancaster, Ontos Verlag. Cf. Michel Weber, « Ivor Grattan-Guinness, “Algebras, Projective Geometry, Mathematical Logic, and Constructing the World. Intersections in the Philosophy of Mathematics of A.N. Whitehead”, Historia Mathematica 29, N° 4, 2002, pp. 427-462 », Zentralblatt MATH, European Mathematical Society, Fachinformationszentrum Karlsruhe & Springer-Verlag, 1046.00003.